# پیترهد
latitudeپیترهدlongitudeپیترهد
پیترهد (به انگلیسی: Peterhead) یک منطقهٔ مسکونی در اسکاتلند است که در ابردین‌شیر واقع شده‌است.

## خصوصیات
پیترهد ۱۸٬۵۳۷ نفر جمعیت دارد.